# Stadium Gal
Lo stadio Gal è uno stadio di calcio situato a Irún, in Spagna. È stato inaugurato il 19 settembre 1926 e ha una capacità di circa seimila spettatori. È utilizzato dal Real Unión, squadra di Segunda División B.
Nell'ottobre 2008, durante un incontro tra Real Union e Real Madrid, il calciatore Rubén de la Red sviene in campo poiché colpito da un infarto.